# El Frasno
El Frasno – miejscowość w Hiszpanii w Aragonii w prowincji Saragossa. W pobliżu miasteczka przebiega autostrada , łącząca Madryt z Barceloną. Liczy ok. 500 mieszkańców. W El Frasno znajdują się liczne plantacje owoców m.in.: czereśni i winorośli.